# ستيف ديفين (لاعب اتحاد الرغبي)
ستيف ديفين (بالإنجليزية: Steve Devine)‏ هو لاعب اتحاد الرغبي نيوزيلندي، ولد في 12 ديسمبر 1976 في Boggabri ‏ في أستراليا.

## وصلات خارجية
- ستيف ديفين عل موقع إسبنسكروم (الإنجليزية)
- ستيف ديفين على موقع ItsRugby.co.uk (الإنجليزية)